# Course de côte Coni - Col de la Madeleine

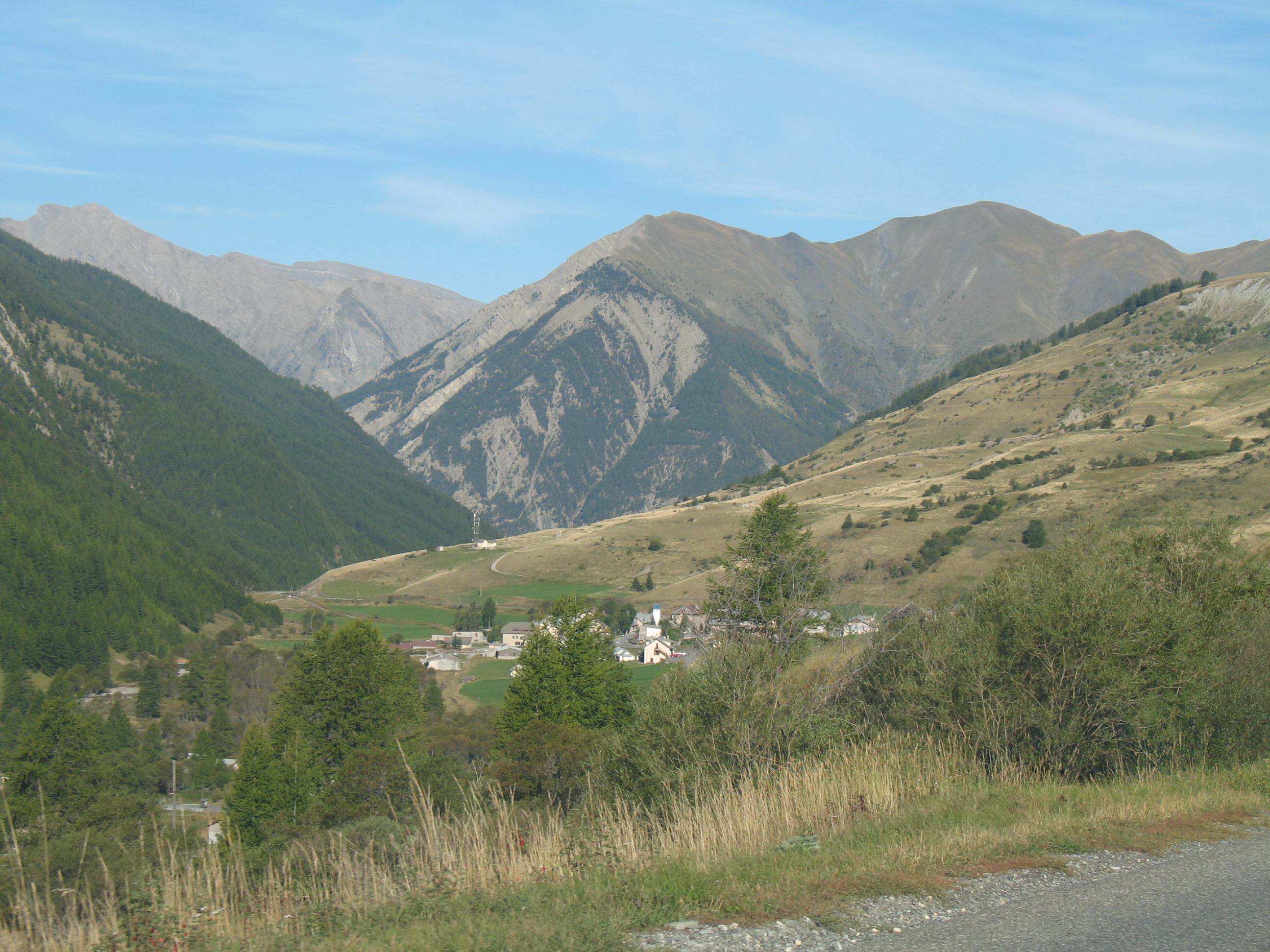
Vue de Larche, depuis les hauteurs menant au col.

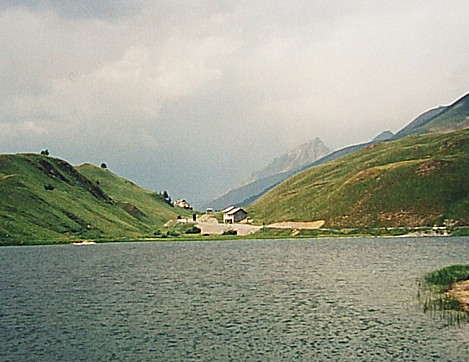
Le lac de La Madeleine, situé du côté italien du col.

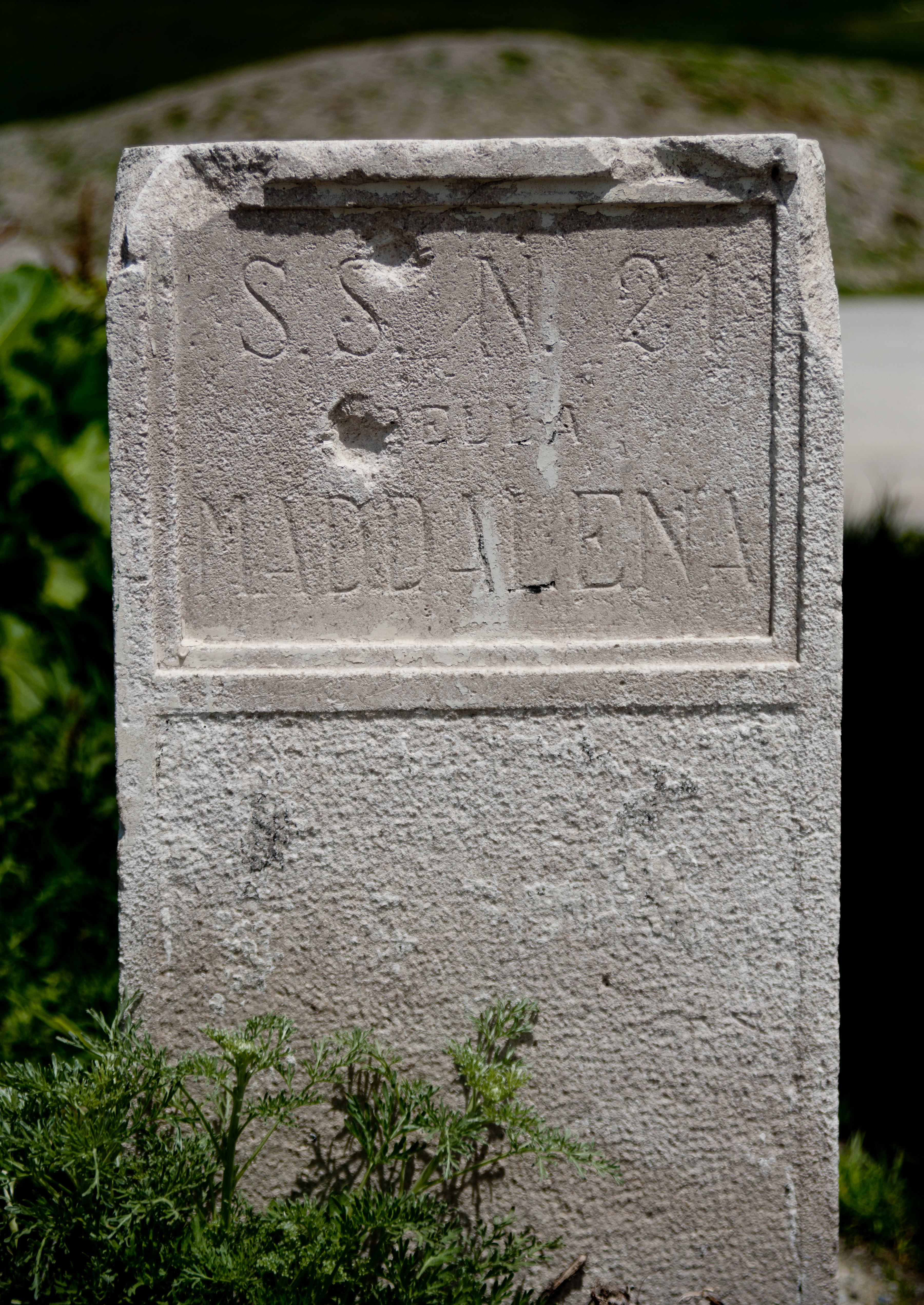
Ancienne borne routière italienne, vers le col de Larche (de Maddalena).

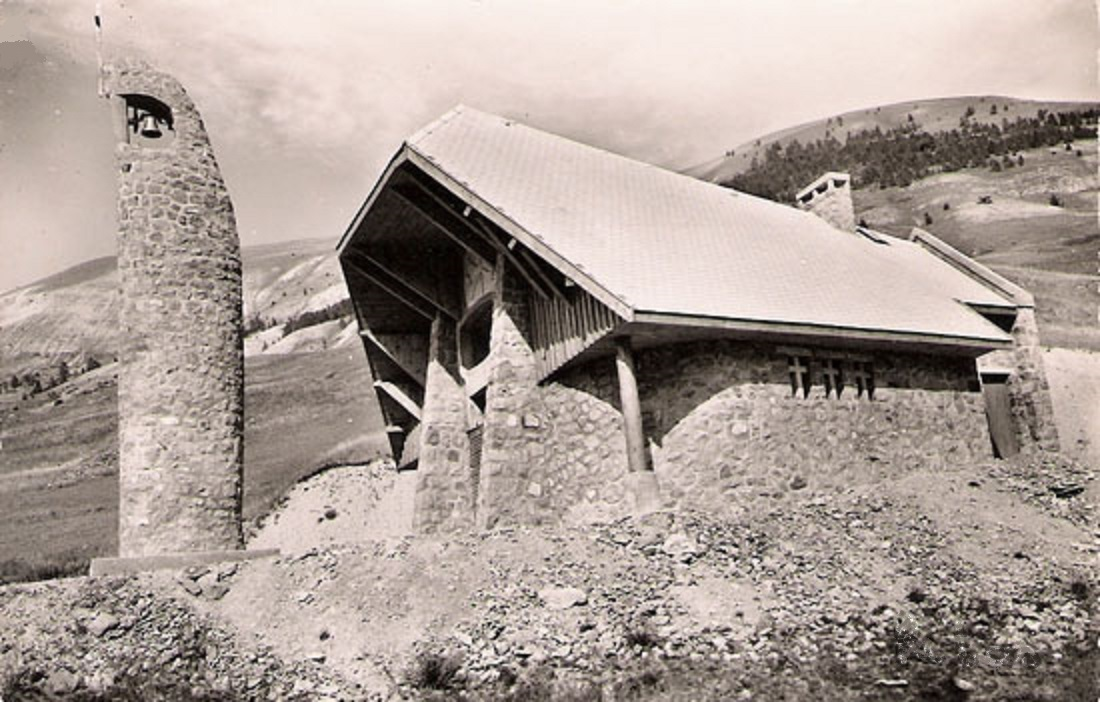
La chapelle Sainte-Madeleine au col, dans les années 1920.

La Course de côte  Coni - Col de la Madeleine (Cronoscalate Cuneo-Colle della Maddalena) était une compétition automobile italienne disputée en été sous la direction de l'ACI di Cuneo, au début du mois d'août à trois reprises consécutives pendant les années 1920, puis vers la fin du mois de juin. 

## Histoire
Cette épreuve est intégrée au premier Championnat d'Europe de la montagne, en 1930, en faisant suite le 29 juin à la course de Prague (Zbraslav-Jíloviště), disputée un mois et demi auparavant pour commencer la saison. Tazio Nuvolari s'impose avec le temps record de 38 min 21 s 4, à 103,77 km/h de moyenne, remarquable car le parcours est ici exceptionnellement long (de 66.5 kilomètres tous les ans, en empruntant la S.S. N. 21). Près d'un millier de volontaires sont mobilisés durant des heures pour le bon déroulement de la journée, échelonnés tout le long du trajet. Des cantonniers sont chargés dès minuit de rendre le parcours plus humide en de nombreux endroits, afin d'éviter les sorties de route, en jetant régulièrement de l'eau sur une chaussée poussiéreuse. L'ordre public nécessite la mobilisation des soldats de trois régiments. La catégorie Sport voit la victoire du français Victor Marret, en moins de 1,1 l sur Salmson (marque aussi victorieuse de la catégorie Course en moins de 1,1 l avec Abele Clerici), d'Eugenio Siena de 1,1  à   1,5 l sur Alfa Romeo, et surtout pour les cylindrées supérieures de Rudolf Caracciola avec sa Mercedes-Benz "Fotig" 7,0 l, à la moyenne de 96,369 km/h. Pour l'anecdote, Giuseppe Gilera gagne dans le groupe des voitures utilitaires, sur Fiat 514 (1,1  à   1,5 l).
À compter de 2011, le club Ruote d'Epoca - Riviera dei fiori, avec le support technique de Savigliano Corse, organise en souvenir à la fin du mois d'août une nouvelle manifestation de type Revival, appelée "Memorial Giovanni Giordanengo e Giorgio (Dino) Guglielmetti", grâce à Dino Guglielmetti et Bongioanni di Villanova. Comme avant-guerre, le départ est donné de la Piazza Galimberti à Coni (Province de Coni). Ainsi en 2013, 70 voitures de collection se présentent au départ, avec une forte participation française.
En 2015, Benedicti Diego remporte l'épreuve de précision ("d'habileté").

## Palmarès

### Premières éditions
| Année      | Vainqueur              | Voiture             | Catégorie           | Moyenne             |
| ---------- | ---------------------- | ------------------- | ------------------- | ------------------- |
| 1925       | Vico Pagliano          | Bugatti T30         | Tourisme            | 74,574 km/h         |
| 1926       | Giulio Aymini          | Diatto 30S          | Tourisme            | 80,224 km/h         |
| 1927       | Emilio Gola            | Alfa Romeo 6C 1500  | Sport               | 83,160 km/h         |
| 1928 -1929 | Course annulée         | Course annulée      | Course annulée      | Course annulée      |
| 1930       | Tazio Nuvolari         | Alfa Romeo P2 2,0 l | Racing              | 103,77 km/h         |
| 1931-1960  | Course non disputée    | Course non disputée | Course non disputée | Course non disputée |
| 1961       | Edoardo Lualdi Gabardi | Ferrari 250 GT      | GT                  | 90,465 km/h         |